# شهرستان آیونیا (میشیگان)
شهرستان آیونیا، میشیگان (به انگلیسی: Ionia County, Michigan) یک سکونتگاه مسکونی در ایالات متحده آمریکا است که در میشیگان واقع شده‌است.